# Механотерапія
Механотерапія — (від грец. mechano — механізм + «therapeia» — лікування) — комплекс лікувальних, профілактичних та відновлювальних вправ за допомогою спеціальних засобів (апарати, тренажери) на покращення рухливості суглобів, окремих м'язів та їхніх груп задля збільшення функціональної адаптації хворого.
Механотерапія є важливою складовою фізичної реабілітації через її тонізуючий та трофічний (заміщення та компенсація утвореного дефекту шляхом регенерації) впливи на опорно-руховий апарат людини, формування функціональних компенсацій, зворотнього сприятливого розвитку атрофічних та дегенеративних процесів, нормалізування функціональної цілісності та діяльності організму.
Механотерапію використовують як основний засіб реабілітації, так і допоміжний при застосуванні ЛФК, лікувальної гімнастики, масажу та фізіотерапії. Це зумовлено кращою локалізацією дій відповідних вправ, регулювання коливань, навантажень, стягнення-розтягнення м'язів, рухів та загальної кількості роботи на кожній окремій ділянці під пильним оком фізичного реабілітолога та/чи відповідного лікаря.
Окрім використання механотерапії на кінцівках та хребті, американські фізіологи та стоматологи використовують локальну механотерапію для лікування неправильного прикусу в дітей 9-12 років.
Відповідно до бажаного результату, спеціаліст рекомендує використовувати апарати на самостійне виконання активних чи пасивних рухів хворою кінцівкою, або ж локальні за сторонньої допомоги (механізмів чи людини).

## Механотерапевтичні апарати

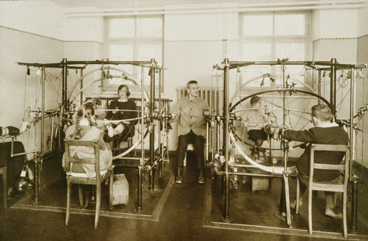
«Меридіан», універсальний механотерапевтичний комплекс, Richard Scherb, Цюрих, Швейцарія, 1918 р.

Всі механотерапевтичні апарати поділяються за собою на декілька категорій за розмірами, технікою та місцем впливу. При цьому навантаження на суглоб і м'язові групи дозується при зміні: ваги вантажу і положення його на штанзі, кута, під яким встановлено маятник, частоти вимушених коливань, тривалості процедури.
Апарати пасивної дії — коли рухи хворого здійснюються та полегшуються закріпленими важелями апарату, що працюють завдяки спеціальному приводу (мотору).
Апарати активної дії — коли пацієнт самостійно докладає зусиль для руху важелів апарату.
Класифікація механотерапевтичних апаратів:
- комбіновані апарати (тренажери — велотрек, бігова доріжка, гімнастичні спортивні комплекси-тренажери…)
- апарати, що допомагають виділяти окремі фази довільних рухів, — підтримуючі, фіксуючі апарати (блокові пристосування для виділення рухів в окремих суглобах);
- апарати, що допомагають враховувати і точно оцінювати ефективність відновлення руху (кутоміри, динамометри, гоніометри та ін.).

Тренажери для механотерапії, рекомендовані для проведення індивідуальних і групових занять у відповідних залах з комплексним оснащенням у відділеннях реабілітації неврологічного, ревматологічного, ортопедо-травматологічного профілю стаціонарів, санаторно-курортних і реабілітаційних центрах, поліклініках.
Головні завдання та мета механотерапії — поступове адаптивне навчання правильним рухам після травм, дистрофії чи атрофії — від примітивних до складних до повного чи найкращого відновлення функціональності тіла.
Під час лікувально-оздоровчого сеансу на апараті здійснюється мультисенсорний вплив на опорно-руховий та нервово-рецепторний апарати, що проявляється відновленням м'язового тонусу, збільшення об'єму рухів. Це поєднання оптимальне в лікуванні захворювань хребта та суглобів, а також у вирішенні ряду естетичних проблем тіла.
Найголовніше при цьому — навантаження на серце з боку механотерапії організму — мінімальне.
Сучасні роботизовані та комп'ютеризовані механотерапевтичні апарати окрім локального та загального зміцнення організму, також дозволяють зменшити кількість та силу спазмів, знизити дефіцит правого/лівого боку тіла, покращити роботу травної та сечовидільної систем, підвищити особисту мотивацію пацієнтів до виконання фізичних вправ.
Завдяки роботі волонтерських та комерційних організацій й установ, починаючи з 2005 року значно розширилося розмаїття вітчизняних та завезених на територію України механотерапевтичних апаратів. Це сучасні тренажери:
- для кінцівок (для симетричних тренувань верхніх та нижніх кінцівок, для активної розробки колінного, гомілкового та кульшового суглобів),
- для пасивної неперервної розробки суглобів,
- акватренажери (кроковий, для підтягувань та віджимань, гребний, водний велотренажер, аквадрабина, акватвістер),
- медичні бігові доріжки (антигравітаційні, при асиметричній ходьбі, неврологічні),
- пропріоцептивні (балансирувальні подушки, мати, дошки, гімнастичні лави, стендери),
- віброплатформи,
- для хребта (скручування хребта) та шиї,
- мобілізаційні,
- роботизовані локомоторні[4].

## Показання
Важливо відзначити ефективність терапії після артролізу, тенолізу, міолізу та синовектомії.
Відсутність випромінювань та теплового впливу дозволяють проводити ефективні реабілітаційні заходи в пацієнтів з онкологічними захворюваннями після резекції пухлини з заміщенням кісткового дефекту аутогенними, аллогенними трансплантатами та металічними імплантами.
Показаннями до механотерапії також є залишкові явища після травм та захворювань опорно-рухового апарату, які проявляються тугою рухомістю суглобів, контрактурами, рубцевими зрощеннями м'яких тканин, ревматизм, парези, паралічі, ожиріння. Окрім того, механотерапію використовують як головний чинник реабілітації при м'язовій недостатності та пошкодженнях цілісності хребців та виникаючими з цього хвороб (параплегія, тетраплегія)
Також, цей спосіб фізичної реабілітації дозволяє знижувати ризик тромбоемболічних ускладнень та є гарною профілактикою розвитку контрактур суглобів кінцівок в пацієнтів з ускладненнями спинальних травм та захворюваннями нервової системи. Окрім того, зміцнює органи та складові кровоносно-судинної та дихальної систем, нервово-м'язового апарату, порушеннях статури (сколіози I—II ст.), гострого порушення мозкового кровообігу (інсульт, розсіяний склероз, Хвороба Паркінсона, геміпарез, геміплегія).
При проведенні занять з застосуванням тренажерів необхідно дотримуватись певних правил:
- не починати заняття відразу після прийому їжі;
- перед заняттями на механотерапевтичних тренажерах рекомендується виконати декілька вправ для розминки, розтягнення м'язів;
- розпочинати заняття необхідно з мінімального навантаження на пацієнта, тривалістю 5-10 хвилин;
- тривалість занять, швидкість, навантаження слід збільшувати поступово, не допускаючи надмірного навантаження;
- за можливості слідкувати за частотою пульсу;
- регулярні короткотривалі тренування ефективніші ніж тривалі;
- рекомендовано проводити заняття через день;
- реабілітаційний процес найбільш ефективний, якщо тренування не супроводжуються відчуттям втоми.

Наприкінці заняття слід поступово знижувати швидкість роботи. Після тренувань на тренажерах варто виконати декілька вправ на розтягування м'язів (ПІРМ).
Важливим є й психологічне налаштування пацієнта, коли вправи виконуються з ентузіазмом.

## Протипоказання
На відміну від великої кількості показань до використання механотерапії, також існує й ряд протипоказань.
В першу чергу, це запалювальні та гнійні процеси в тканинах, що оточують суглоб, на який, безпосередньо, планується проводити лікувальні маніпуляції.
Протипоказаннями також будуть і рефлекторні контрактури, різкі обмеження рухів у суглобах та послаблення м'язів, функціональна нездатність кінцівки, значна деформація та/чи роздробленість суглобів, недостатня консолідація кісткового мозоля при переломах, наявність синергії (супутніх рухів) та різких болів.
Негативний вплив також принесуть такі маніпуляції в хворих на остеопороз, тромбоз глибоких вен та венул кінцівок, ендопротезуванні, пошкодженні колатеральних зв'язок та підвищеної температури тіла (останнє може свідчити про запалювальні процеси в організмі), хвороби нирок та за вагітності.
Застередження до використання механотерапії також виносять людям з важкими та середньої важкості формами гемофілії — неправильне фіксування суглобу в апараті може призвести до крововиливу до суглобної сумки (гемартрози), а кінцівки — до м'язових тканин (гематоми).
Мало позитивного результату можна отримати й при використанні механотерапії в осіб зі спастичним ДЦП — за умов міцної фіксації апарату, вірогідні ушкодження кінцівок хворого чи хворої, та/або виведення з ладу обладнання. Для попередження спастики та тремору, які зводять на «НІ» роботу фізреабілітолога, варто попередньо проколювати відповідні розслаблюючі внутрим'язові ліки.

## Історія

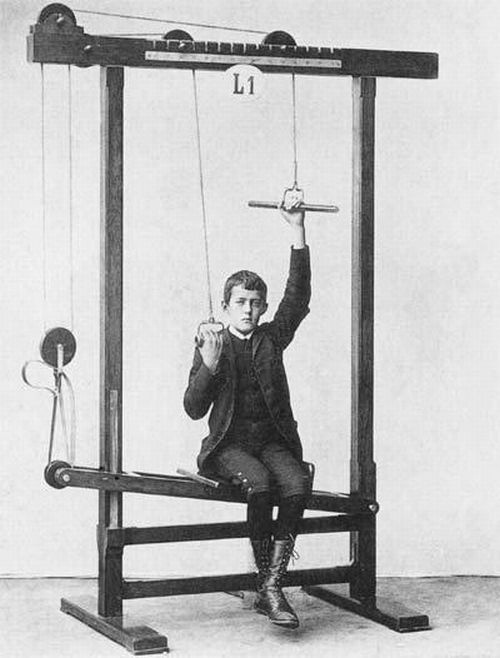
Витягування хребта на апараті Гюстава Зандера

Свій початок бере механотерапія з далекого IV ст. н. е. зі Стародавнього Риму, коли тодішній місцевий лікар Каеліус Ауреналіус (Caelius Aurelianus) запропонував використовувати для реабілітації разом із фізичними вправами, лікувальними масажем та ваннами примітивні міні-конструкції для пасивних рухів в суглобах.
У Кракові (Польща), хірург Людвіг Бирковський організував у 1837 р. гімнастико-ортопедичну установу, а через 4 роки подібний заклад відкрив у Познані Теофіл Матецький.
Значно пізніше, у 1857 році фізіотерапевт, ортопед, професор анатомії Упсальского університету — Гюстав Зандер представив широкій лікарській та науковій громадськості ряд своїх апаратів-винаходів з дерева, шкіри та металу, які давали можливість точного дозування вправ на окремі групи хворих м'язів та суглоби. Його апарати поділялись на три групи:
- для активних рухів (за принципом 2х-плечового важеля з підвісною вагою),
- для пасивних рухів (за рахунок електрики змушували хворого виконувати ряд рухів без зусиль з його боку),
- спеціальні (для витягування хребта в дітей зі сколіозом).

За ініціативою Гюстава в 1865 році у Швеції було засновано медико-механічний інститут, де проводилися дослідження з впливу фізичних вправ на різноманітні відхилення в роботі опорно-рухового апарату людини.
У 1904 в Лозанні (Швейцарія) лікар Чарльз Шольдер започаткував власний ортопедичний інститут та створив апарат «Arthromotor», який досі дозволяє виконувати пасивні та активні рухи в суглобах, точно встановлювати кількість рухів на хвилину та може підлаштовуватися під початкове положення травмованої кінцівки.
У 1866 р. у Польщі вийшла з друку наукова праця И. Вагнера «Гімнастика домашня». Ця праця була настільки популярною, що тричі була розтиражована.
С. Ф. Федоров (1946) вважав механотерапію обов'язковим компонентом комплексного лікування хворих з контрактурами суглобів. М. С. Певзнер (1955) з досить позитивними результатами застосовував механотерапію при поразці променевого нерва. Під її впливом відзначене поліпшення функції руки, зменшення згинальної контрактури, підвищення динамічної сили кисті.
Передові закордонні і вітчизняні вчені Рейбмайер А. (1894), Янченко А. И. (1909), Крамаренко В. К. (1948), Гандельсман А. Б. (1952), Мошков В. Н. (1954) й інші вказували на необхідність розбірливого та продуманого відношення до апаратів механотерапії. Вони застерігали від необдуманого використання апаратів тільки для розмаїтості занять.
Багато механотерапевтичних апаратів був винайдено німецьким лікарем М. Герцом. До них належать апарати: 1) опору; 2) для гімнастики з саомопором; 3) для активних рухів; 4) для пасивних рухів; 5) вібраційні апарати.
У 1957 році німецький лікар М. Крукенберг винайшов та почав застосовувати апарати для активних рухів з маятниками, причому маятники були різної довжини й обтяжувалися вантажем.
М. Крукенберг застосовував переносні апарати для пальцевих, променево-зап'ястного та ліктьового суглобів, розробив для всіх маятникових апаратів нерухомі штативи; у більшості його апаратів використовувалися підшипники. Крукенбергівські апарати застосовувалися для впливу на найрізноманітніші суглоби.
На сьогодні механотерапія є поширеною в світі, особливо — в Америці. Цьому виду фізреабілітації навчають виключно фізіотерапевтів та масажистів, хоча в деяких Університетах США можна навіть отримати науковий ступінь з механотерапії. На відміну від України та більшості пострадянських й європейських країн, в Америці механотерапія, в більшості випадків, є не лікувальним, а виключно оглядовим комплексом дій, коли отримані дані про роботу суглобі, м'язів та тканин передаються відповідним лікарям для подальшої комплексної фізичної реабілітації.

## Механотерапія в Україні

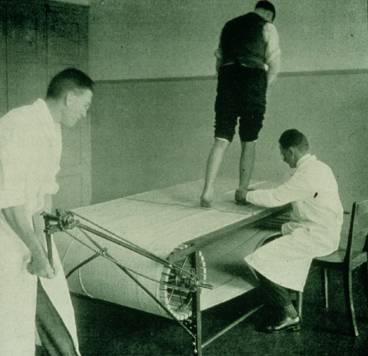
Перша в світі бігова доріжка, Richard Scherb, Цюрих, Швейцарія, 1927 р.

Почала активно розвиватися механотерапія на території України з 1886 року, коли було створено в Києві, а пізніше в Харкові, Одесі, Миколаєві та Євпаторії своєрідні «Зандеровські інститути» задля відновлення функцій суглобів та м'язів після травматичних ушкоджень та ревматизмі, а також при захворювання серця та судин багатіїв.
У 1901 р. А. М. Габричевський, доцент хірургії ортопедії, відкрив у Львові ортопедичну установу, де проводили лікування рухом, у тому числі й за допомогою механотерапевтичних апаратів.
Починаючи з 1918 року, механотерапія активно використовується в лікуванні та реабілітації широкого населення відповідно до директиви про державне курортно-санітарне оздоровлення робітників та селян.
У 1920–1925 рр. було відкрито Український (Київський), Феодосійський та Чернігівський державні інститути фізіотерапії, де також досліджувалися питання використання та розвитку механотерапії. А в 1921 році було відкрито перший в СРСР науково-дослідний інститут з фізичної культури.
Після 1945 року паралельно зі світовим стрибком в розвитку оздоровчих та відновлювальних апаратів, почала розвиватися й українська механотерапія — було створено та запозичено з-за кордону широкий спектр силових, бігових, вело- тренажерів, екстензорів тощо.
Під Києвом у 1970 р. відкрито спеціалізований санаторій для реабілітації хворих, оперованих на серце, де через 15-30 днів після операції проводився 30-50-денний курс відновного лікування з застосуванням фізіотерапії та механотерапії як допоміжних процедур. На 1 січня 1989 р. реабілітацію в цьому закладі пройшло 19 827 хворих і позитивний результат був досягнутий у 93,7% випадках.
В сучасній Україні широко використовується механотерапія в олімпійському, паралімпійському та дефлімпійському рухах й у державних та приватних реабілітаційних центрах, санаторно-курортних закладах. Фізична реабілітація осіб з обмеженими фізичними можливостями вже багато разів приносили Україні золоті, срібні та бронзові медалі й встановлення світових рекордів на Паралімпійських та Дефлімпійських Іграх.
Також використовується вона для лікування ДЦП у провідних реабілітаційних центрах України на ранніх періодах життя (для розвитку сили м'язів, покращення координації рухів та формування правильного рухового стереотипу в дітей).